# Alan White (Schlagzeuger, 1949)

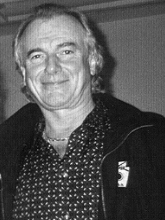
Alan White, 2003

Alan White (* 14. Juni 1949 in Pelton, County Durham, Großbritannien; † 26. Mai 2022 in Seattle, Washington, USA) war ein britischer Schlagzeuger. Am bekanntesten war er durch seine Mitgliedschaft bei der Progressive-Rock-Band Yes. Er spielte zudem als Studiomusiker auf einigen Alben bekannter Rockinterpreten wie John Lennon, George Harrison, Joe Cocker, Ginger Baker und The Ventures.

## Biographie
Im Alter von sechs Jahren begann White, Klavier zu spielen. Später wechselte er zum Schlagzeug und war bereits mit 13 Jahren Mitglied einiger lokaler Bands. Nach Engagements in verschiedenen Bands in den 1960er Jahren wurde er Mitglied von Ginger Baker’s Air Force. Im folgenden Jahr wurde er von John Lennon für die Plastic Ono Band engagiert. Zudem spielte er auf Lennons Soloalbum Imagine. Lennon machte White auch bei seinem Beatles-Kollegen George Harrison bekannt. Er spielte daraufhin auf dessen Album All Things Must Pass.
1972 befand sich Alan White mit Joe Cocker auf einer Tournee, als er das Angebot erhielt, der Band Yes beizutreten. Kurz nach einem Treffen mit den beiden Yes-Gründungsmitgliedern Jon Anderson und Chris Squire spielte White bereits für ein Konzert der Close-to-the-Edge-Tournee. White ersetzte bei Yes Bill Bruford, der zu King Crimson wechselte. Alan White sollte nach Bill Brufords Jazzansatz mehr Rockelemente in die Musik von Yes integrieren. In der Folge spielte White bis 2021 auf allen Yes-Studioalben ab Tales from Topographic Oceans und gehörte damit zu den beständigsten Mitgliedern einer Band, die von ständigen personellen Veränderungen geprägt ist. Zusätzlich zum Schlagzeugspiel beteiligte sich White auch an der Komposition der Stücke.
1975/76 veröffentlichte jedes Yes-Mitglied ein Soloalbum. Whites Platte trug den Namen Ramshackled und war von allen fünf Soloalben dasjenige, das am weitesten vom Stil seiner Stammband entfernt war. Auf Ramshackled findet sich zwar auch Progressive Rock, daneben aber auch Pop, Jazzrock und Reggae.

## White
Erst im Jahr 2006 veröffentlichte Alan White ein weiteres Album unter seinem Namen. White ist sowohl der Name des Albums als auch der Band, die es einspielte. Von einem zweiten Soloprojekt kann also nicht die Rede sein. Der Schlagzeuger spielte es mit Mitgliedern der Seattler Bands MerKaBa und Treason und dem Yes- und Asia-Keyboarder Geoff Downes ein, die alle an der Entstehung der Musik beteiligt waren. Das Plattencover stammte von dem Fantasykünstler Roger Dean. Die Band spielte einige Live-Konzerte, eine größere Tour kam jedoch nicht zustande. Dies wird insbesondere von den Fans, die das Yes-Album Drama mögen, bedauert, haben White doch auch immer Drama-Material gespielt. Als auch die für 2005 geplante The More Drama Tour der Bands The Syn (mit Yes-Bassist Chris Squire) und White mit Steve Howe abgesagt wurde, sanken die Chancen, jemals wieder Drama-Material live zu hören, weiter.

## Circa
Mehrere (ehemalige) Yes-Musiker haben sich 2006 unter dem Namen Circa: zu einer neuen Band zusammengefunden: Billy Sherwood (Bass, Gesang), Alan White, Tony Kaye (Hammond, Keyboards) und Jimmy Haun (Gitarre, Gesang), vorher bereits auf Union und beim Chris Squire Experiment zu hören. Im Juli 2008 verließ Alan White Circa: und wurde durch Jay Schellen ersetzt.
Alan White war verheiratet und hatte zwei Kinder. Er starb am 26. Mai 2022 im Alter von 72 Jahren in seinem Zuhause bei Seattle.

## Diskografie

### Solo
- Ramshackled (1976)

### Mit White
- White (2006)

### Mit Circa
- Circa:2007 (2007)
- CIRCA:LIVE (2008)

### Mit The Alan Price Set
- A Price on His Head (1967)
- The Amazing Alan Price (EP, 1967)
- This Price is Right (1968)
- Simon Smith and His Dancing Bear (Single)
- The House That Jack Built (Single)
- Come and Dance with Me (Single)
- Shame (Single)
- Don’t Stop the Carnival (Single)
- When I was a Cowboy (Single)
- Love Story (Single)
- Falling in Love Again (Single)

### Mit John Lennon and The Plastic Ono Band
- John Lennon: Instand Karma! (We All Shine On) (Single, 1970)
- John Lennon: Imagine (1971)
- Yoko Ono: Fly (1971)
- Live Peace in Toronto (1969–1970)
- John Lennon: Imagine (Single, 1999)
- Yoko Ono: Ono Box

### Sonstige Zusammenarbeit/Sessions
- The Downbeats: My Bonnie (Single)
- The Blue Chips: I’m on the Right Side (Single)
- The Blue Chips: Some Kind of Loving (Single)
- The Blue Chips: Good Loving Never Hurts (Single)
- The Gamblers: Dr Goldfoot (and His Bikini Machine) (Single), 1966?
- Happy Magazine: Satisfied Street (Single)
- Happy Magazine: Who Belongs to You (Single)
- Johnny Almond Music Machine: Patent Pending, 1969
- Johnny Almond: Solar Machine (Single), 1969
- Doris Troy: You Tore Me Up Inside
- Doris Troy: Ain’t That Cute (Single)
- Doris Troy: Jacob’s Ladder (Single)
- Billy Preston: Encouraging Words, 1969
- George Harrison: All Things Must Pass, 1971/All Things Must Pass [remastered], 2001
- George Harrison: My Sweet Lord (Single), 1971
- George Harrison: What is Life (Single)
- Gary Wright: Extraction, 1970
- Gary Wright: Get on the Right Road (Single)
- Denny Laine and Balls: Fight for My Country (Single), 1971
- Jesse Davis: Jesse Davis
- Jesse Davis: Every Night is Saturday Night (Single)
- Jesse Davis: Washita Love Child (Single)
- Sky: Don’t Hold Back, 1971
- Sky: Goodie Two Shoes (Single)
- Brian Short: Anything for a Laugh, 1971
- The Radha Krsna Temple London: The Radha Krsna Temple London
- Bell and Arc: Bell and Arc, 1971
- Bell and Arc: She Belongs to Me (Single)
- Gary Wright: Foot Print, 1971
- Gary Wright: Stand for Our Rights (Single)
- Gary Wright: Fascinating Things (Single)
- Gary Wright: I Know (Single)
- Joe Cocker: Something to Say [UK] / Joe Cocker [US]
- Joe Cocker: Pardon Me Sir (Single)
- Stefan Grossman: Hot Dogs, 1972
- Johnny Harris: All to Bring You Morning, 1971
- Rick Wakeman: The Six Wives of Henry VIII, 1973
- Donovan: Cosmic Wheels, 1973
- Claire Hamill: October, 1973
- Claire Hamill: 24 Hours from Tulsa (Single)
- Paul Kossoff: Back Street Crawler, 1973
- Eddie Harris: E.H. in the U.K., 1974
- Steve Howe: Beginnings, 1975
- Rick Wakeman: Criminal Record, 1977
- Steve Howe: The Steve Howe Album, 1979
- Gary Wright: Headin’ Home, 1979
- Claire Hamill, Touchpaper, 1984
- Claire Hamill: First Night in New York (Single)
- Wetton/Manzanera: Wetton/Manzanera (a.k.a. One World), 1987
- Wetton/Manzanera: Keep on Loving Yourself (Single)
- Terry Reid: The Driver
- Esquire: Esquire, 1987
- Gary Wright: Who I Am, 1988
- Trevor Rabin: Can’t Look Away, 1989
- Frederiksen/Phillips, 1995
- Treason: Treason, 1997
- Chris Squire & Billy Sherwood: Conspiracy, 2000
- MerKaBa: MerKaBa
- Alan Price Set: I Put a Spell on You
- George Harrison: My Sweet Lord (Single), 2002
- Various artists: Pigs & Pyramids—An All Star Lineup Performing the Songs of Pink Floyd, 2002
- Skip Bifferty: The Story of Skip Bifferty, 2003
- Various artists: Back Against the Wall, 2005
- Various artists: Return to the Dark Side of the Moon, 2006

### Kompilationen
- The Alan Price Set: The World of Alan Price
- The Alan Price Set: Focus on Alan Price, 1979
- The Alan Price Set: Profile, 1980
- The Alan Price Set: The Best of Alan Price, 1984
- Affirmative: The Yes Solo Family Album, 1993
- Phil Manzanera: The Manzanera Collection, 1995
- John Lennon: The John Lennon Collection
- Rick Wakeman: Voyage—The Very Best of Rick Wakeman, 1996
- John Wetton—Geoff Downes—Asia—U. K. Compilation CD, 1997
- Various Artists: The Famous Charisma Box Set—The History of Charisma Records 1968–1985
- Various Artists: The Charisma Poser
- Eddie Harris: In the U.K./Is It In, 1999
- Rick Wakeman: Recollections The Very Best of Rick Wakeman (1973–1979), 2000
- John Wetton: Anthology, 2001
- Various Artists: Legend of a Mind—The Underground Anthology, 2003
- Produced by Trevor Horn, 2004
- The Syn/White/Steve Howe: The More Drama Tour Special Limited Edition CD, 2005